# Man Acev Stylus
 (janvier 2017).
Si vous disposez d'ouvrages ou d'articles de référence ou si vous connaissez des sites web de qualité traitant du thème abordé ici, merci de compléter l'article en donnant les références utiles à sa vérifiabilité et en les liant à la section « Notes et références ».
Le FAST Stylus est un Midibus/Autocar de tourisme de la marque Fast Concept Car, à plancher haut avec porte arrière, commercialisé à la fin des années 1990 jusqu'au milieu des années 2000.

## Description
Il mesure environ 8 m50 de long et son P.T.A.C (le poids total autorisé en charge) équivaut à 8 100 kg. Il respecte la Norme Euro II (Norme européenne d'émission), il peut transporter près de 35 à 39 passagers, sur places assises et existe avec une version comprenant l'air conditionné. Cet autocar est uniquement en boîte manuelle, diesel et la puissance moteur approche les 220 chevaux. Cependant il existe aussi une version dérivée urbaine, à plancher bas du Sybus, avec portes louvoyantes avant et arrière. Cet autobus est uniquement en boîte automatique, sa hauteur est moindre et l'avant est moins incliné,,.